# Гипертиреоз
Гипертирео́з (от гипер- + лат. <glandula> thyreoidea «щитовидная <железа>») — синдром, обусловленный гиперфункцией щитовидной железы, проявляющийся повышением содержания гормонов: трийодтиронина (Т3), тироксина (Т4). В зависимости от уровня возникновения нарушения различают следующие типы гипертиреоза: первичный — щитовидная железа, вторичный — гипофиз, третичный — гипоталамус.

## Этиология
- зоб диффузный токсический (Базедова болезнь) — наиболее частая причина гипертиреоза;
- зоб узловой токсический (болезнь Пламмера) наблюдают реже, чем Базедова болезнь (болезнь Грейвса), и обычно у более пожилых лиц;
- подострый тиреоидит (тиреоидит де Кервена) способен вызвать преходящий гипертиреоз;
- искусственный гипертиреоз может быть следствием передозировки тиреоидных гормонов, в том числе в результате бесконтрольного приёма, намеренной передозировки с целью вызвать симптомы гипертиреоза.
- Редкие причины гипертиреоза:
  - опухоли гипофиза с избыточной секрецией тиреотропного гормона (ТТГ) (например, синдром Труэлля — Жюне, или гипертиреоз акромегалоидный с гиперостозом — сочетание диффузного гиперостоза свода черепа, акромегалии и признаков гиперфункции щитовидной железы, обусловленное увеличенной секрецией аденогипофизом СТГ и ТТГ);
  - тератомы яичников, вырабатывающие тиреоидные гормоны (струма яичника);
  - гиперпродукция гормонов щитовидной железой после избыточного введения в организм йода (синдром йод-базедов).

## Патогенез
- тиреоидные гормоны увеличивают потребление кислорода тканями, повышая образование тепла и энергетический обмен
- повышается чувствительность тканей к катехоламинам и симпатической стимуляции
- увеличивается превращение андрогенов в эстрогены в тканях и возрастает содержание циркулирующего глобулина, связывающего половые гормоны, что повышает соотношение эстрогенов к андрогенам. Эти гормональные изменения могут вызвать гинекомастию у мужчин
- быстрое разрушение кортизола под влиянием тиреоидных гормонов обусловливает клиническую картину гипокортицизма (обратимая надпочечниковая недостаточность).

Факторы риска:
- отягощённый семейный анамнез
- женский пол
- аутоиммунные заболевания.

## Клиника
- изменения метаболизма
- наблюдают повышение основного обмена и снижение веса, несмотря на хороший аппетит и достаточный приём пищи
- потливость и непереносимость тепла отражают наличие повышенного теплообразования
- нередко — обратимая гипергликемия
- увеличение щитовидной железы
- сердечно-сосудистые эффекты:
  - ЧСС увеличивается; возникает стойкая синусовая тахикардия с частотой 120 в мин и более (не исчезающая во время сна и плохо поддающаяся лечению сердечными гликозидами) — больной ощущает сердцебиения в области шеи, головы и живота
  - другие аритмии вследствие увеличения возбудимости миокарда, например, мерцание и трепетание предсердий
  - тенденция к повышению систолического АД и снижению диастолического АД (большое пульсовое давление)
  - симптомы хронической сердечной недостаточности.
- симптомы со стороны ЖКТ
  - повышенный аппетит
  - диарея
  - приступы болей в животе
  - возможна рвота
  - в тяжёлых случаях — обратимое поражение печени (увеличение размеров, болезненность, возможна желтуха)
- изменения кожи и волос. Кожа тёплая и влажная вследствие вазодилатации периферических сосудов и повышенного потоотделения. Характерны тонкие, шелковистые волосы, возможна ранняя седина.
- воздействие на ЦНС. Беспокойство, раздражительность, патологическая отвлекаемость, лёгкие нарушения памяти, тремор. Психические проявления гипертиреоза могут быть настолько выраженными, что напоминают клиническую картину тревожного расстройства, реже — мании или депрессии[3]:276.
- расстройства половой сферы:
  - у женщин — нарушение менструального цикла (вплоть до аменореи)
  - у мужчин — снижение потенции, возможна гинекомастия.
- мышечная слабость и утомляемость (вследствие сопутствующего гипокортицизма).

Иногда тиреотоксикоз может послужить причиной слабости и атрофии отдельных мышечных групп в организме, и это сочетается с миопатическими изменениями на электромиографии.     
При подозрении на миопатию пациенту обязательно даётся направление к врачу генетику, для того чтобы исключить генетическую причину слабости и атрофии отдельных мышечных групп в организме. В большинстве случаев миопатия является генетическим заболеванием. 
Определение диагноза методом исключения является распространённой практикой в доказательной медицине. Сдаются разные анализы до тех пор, пока не найдётся причина плохого самочувствия пациента.

## Диагностика
Определение содержания гормонов щитовидной железы в крови (трийодтиронина — Т3 и тироксина — Т4), который увеличивается при диффузном токсическом зобе, болезни Пламмера, зобе Хасимото и не изменяется при подостром тиреоидите. Уровень тиреотропного гормона гипофиза (ТТГ) уменьшается в тех случаях, когда уровень гормонов щитовидной железы увеличен. Показатели радиойодиндикации в основном повышены. Характерен высокий уровень основного обмена.

## Лечение
Тиреостатические препараты, подавляющие секреторную активность щитовидной железы (тиамазол и другие).
Диета. Достаточное содержание белков, жиров и углеводов, восполнение недостатка витаминов (фрукты, овощи) и минеральных солей (молоко и молочнокислые продукты как источник солей кальция). Ограничивают продукты и блюда, возбуждающие ССС и ЦНС (крепкий чай, кофе, шоколад, пряности).